# Sonoma grandiceps
Sonoma grandiceps är en skalbaggsart som beskrevs av Thomas Casey 1894. Sonoma grandiceps ingår i släktet Sonoma och familjen kortvingar. Inga underarter finns listade i Catalogue of Life.